# Avanzata tedesca su Bastogne
L'avanzata tedesca su Bastogne fu la fase iniziale dell'offensiva delle Ardenne nel settore meridionale del fronte d'attacco, caratterizzata dalla rapida progressione delle forze corazzate della Wehrmacht in direzione dell'importante nodo di comunicazioni di Bastogne in Belgio.
Durante questa avanzata iniziale si verificarono una serie di violenti scontri (indicati come Roadblock battles, "battaglie dei blocchi stradali", nella storiografia anglosassone) dal 18 al 20 dicembre 1944 tra vari raggruppamenti meccanizzati americani, affrettatamente costituiti per rallentare o bloccare l'avanzata tedesca, e le colonne delle Panzer-Division in marcia verso Bastogne.
I combattimenti, aspramente combattuti, terminarono tutti con la netta vittoria dei panzer e i vari contingenti americani, attaccati da tutte le direzioni, vennero sbaragliati subendo perdite molto pesanti, ma dal punto di vista strategico questa serie di scontri permisero al comando americano di guadagnare tempo e di far affluire alcune divisioni di riserva per difendere soprattutto Bastogne e impedire un crollo disastroso dell'intero fronte alleato. Dal punto di vista tattico l'impiego delle forze corazzate americane in piccoli gruppi, sparpagliati per sbarrare le strade di accesso principali, pur se in parte dettato dalla disperata situazione del momento, si rivelò tuttavia inefficace ed espose i mezzi corazzati statunitensi a subire gli attacchi coordinati e potenti degli esperti equipaggi dei panzer tedeschi, più numerosi e meglio equipaggiati.

## Offensiva a sorpresa
Il 16 dicembre 1944 l'Esercito tedesco all'ovest (Westheer) sferrò la sorprendente offensiva delle Ardenne, lungamente preparata in segreto da Hitler in persona e diretta a ottenere uno sfondamento strategico del fronte alleato e una vittoria decisiva per ribaltare l'esito della guerra sul fronte occidentale. Nei progetti del Comando tedesco il ruolo principale sarebbe dovuto spettare alle potenti divisioni Waffen-SS della 6. SS-Panzer-Armee del generale Josef Dietrich, schierata nel settore settentrionale dell'area attaccata, che avrebbero dovuto puntare fulmineamente su Liegi e quindi su Anversa, mentre la 5. Panzerarmee del generale Hasso von Manteuffel avrebbe coperto questa avanzata-lampo attaccando più a sud e marciando verso la Mosa e quindi verso Bruxelles.

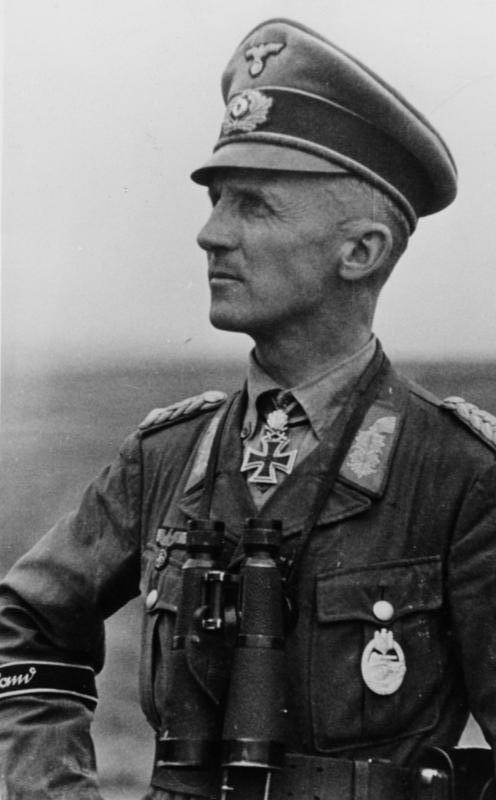
Il generale Hasso von Manteuffel, protagonista dell'avanzata principale durante l'offensiva delle Ardenne

Nelle realtà furono proprio le forze della Wehrmacht al comando del generale Manteuffel che ottennero i risultati più brillanti e riuscirono a sfondare completamente il fronte americano dell'VIII Corpo d'armata del tenente generale Troy Middleton. Il 47º Panzerkorps (generale Heinrich von Lüttwitz) e il 58ºPanzerkorps (generale Walter Krüger), con tre Panzer-Divisionen (circa 320 mezzi corazzati in totale) riuscirono fin da primo giorno a penetrare le deboli difese della 28ª Divisione fanteria americana (maggior generale Norman D. Cota), aggirarono la 106ª divisione fanteria (che sarebbe stata circondata e distrutta sullo Schnee Eifel) e, dopo aver sbaragliato le coraggiose resistenze dei reparti nemici, superarono l'Our e il Clerf, creando una situazione potenzialmente disastrosa per il comando americano del VIII Corpo, molto a corto di riserve dopo la sconfitta delle sue forze di prima linea.
Nella mattinata del 17 dicembre i Panzer IV del kampfgruppe Guttmann della 2. Panzer-Division superarono gli ultimi reparti della 28ª Divisione fanteria, sgominarono le deboli unità corazzate americane disponibili (cinque compagnie del 707º battaglione corazzato e del 2º battaglione corazzato che vennero impegnate separatamente e subirono gravissime perdite) e conquistarono Clervaux, mentre l'altra divisione del 47º Panzerkorps, la Panzer-Lehr-Division, entrava a Wiltz, aprendosi la strada verso i nodi di comunicazione più importanti delle Ardenne, al momento praticamente sguarniti di difensori.

## Marcia su Bastogne

### Contromisure americane

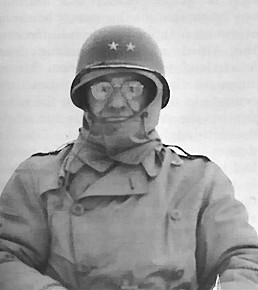
Il tenente generale Troy Middleton, comandante dell'VIII Corpo d'armata americano nelle Ardenne

Al termine della giornata del 16 dicembre il tenente generale Middleton e il comando dell'VIII Corpo d'armata divennero finalmente coscienti della gravità della situazione; dopo la definitiva sconfitta della coraggiosa 28ª Divisione fanteria e dopo il superamento da parte delle colonne corazzate nemiche dei fiumi Our e Clerf, le vie di accesso a Bastogne, sede del quartier generale del corpo e nodo di comunicazioni fondamentale, erano aperte ai panzer tedeschi che stavano accelerando la loro avanzata percorrendo le varie strade che conducevano alla città belga.
Il generale Middleton, risoluto a battersi e comprendendo l'importanza di mantenere il possesso della città, decise di impegnare coraggiosamente le sue modeste forze corazzate di riserva (reparti della inesperta 9ª Divisione corazzata del maggior generale John W. Leonard) per rallentare la progressione nemica, in attesa dell'arrivo delle riserve richieste ai comandi superiori e che erano in avvicinamento. Già nella mattinata del 17 dicembre infatti arrivò al quartier generale dell'VIII Corpo il maggior generale William H. Morris, comandante della 10ª Divisione corazzata in corso di trasferimento da sud (ceduta dal recalcitrante generaleGeorge Patton su ordine diretto di Eisenhower) e comunicò a Middleton del prossimo arrivo del Combat Command B della sua unità; nel pomeriggio infatti il colonnello William L. Roberts, comandante del CCB, arrivò a sua volta a Bastogne e conferì con il generale.
In mancanza di forze sufficienti il generale Middleton decise quindi di sacrificare in parte i suoi reparti mobili impiegandoli in gruppi separati (cosiddetti penny packets) per cercare di bloccare con sbarramenti statici tutte le vie di accesso principali a Bastogne, sacrificando in questo modo la mobilità e la forza d'urto delle sue forze meccanizzate ed esponendole a essere distrutte separatamente dalle colonne convergenti dei panzer, pur di guadagnare tempo e intralciare in tutti i punti il nemico.
Il colonnello Joseph H. Gilbreth, comandante del Combat Command R della 9ª Divisione corazzata, quindi si portò, secondo gli ordini di Middleton, rapidamente a est di Bastogne e organizzò, entro la mezzanotte del 17 dicembre, le sue forze in quattro raggruppamenti tattici: la Task Force Rose, guidata dal capitano L. K. Rose, con una compagnia di carri M4 Sherman, un plotone di genieri e reparti di fanteria meccanizzata, a Lullange (15 km a nord-est di Bastogne); un gruppo principale subito dietro, ad Allenborn: la Task Force Harper del tenente colonnello Ralph S. Harper con il grosso del 2º battaglione corazzato (due compagnie di carri armati) e due compagnie di fanteria (a cui si unì anche il colonnello Gilbreth con il suo quartier generale); e infine due gruppi più piccoli: a nord di Allenborn la Task Force Booth (guidata dal tenente colonnello Robert M.Booth) e a sud la Task Force Hayze, a Derenbach, 10 km a est di Bastogne.

### Avanzata tedesca e primi scontri
Le colonne corazzate tedesche entrarono in contatto con questi improvvisati sbarramenti americani nella mattinata del 18 dicembre; il generale von Lüttwitz, comandante del 47º Panzerkorps, dopo aver sbaragliato le ultime resistenze della 28ª Divisione fanteria, aveva spinto risolutamente in avanti le sue due Panzer-Divisionen per recuperare il tempo perduto; la 2. Panzer-Division (guidata dall'esperto colonnello Meinrad von Lauchert) superò il Clerf e fece rapidi progressi, nonostante la sporadica resistenza di gruppi di soldati sbandati nemici, divisa nei due kampfgruppen Cochenhausen e Guttmann. I primi contatti dei reparti da ricognizione tedeschi si verificarono alle 8,30 lungo la strada per Lullange con la Task Force Rose.

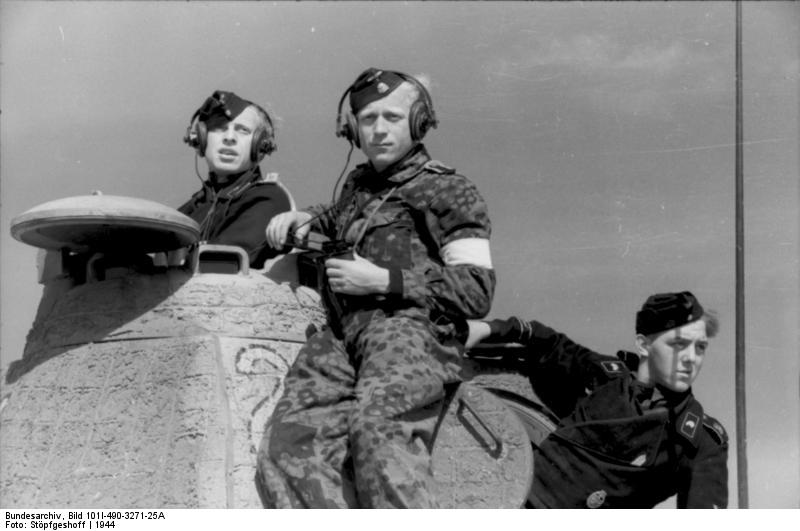
Equipaggio di un Panther tedesco in azione sul fronte occidentale

Il kampfgruppe Guttmann, dopo questi scontri iniziali, passò decisamente all'attacco alle ore 11.00: due compagnie di panzer (carri Panzer IV) entrarono in azione sotto la copertura di uno sbarramento di fumogeni; si verificò un duro scontro di carri ed entrambe le parti subirono perdite. I panzer attaccarono metodicamente da tre lati la Task Force Rose bersagliando le deboli forze americane. Alle ore 14.00 il generale Middleton rifiutò la disperata richiesta del capitano Rose di ripiegare verso Allenbron o di ricevere rinforzi, e nel pomeriggio la situazione della Task Force divenne drammatica. Più a nord, a Buret, elementi della 116. Panzer-Division (al comando del maggior generale Siegfried von Waldenburg) travolsero un battaglione di artiglieria semovente che appoggiava con il suo fuoco le forze di Rose, mentre i panzer incominciarono ad aggirare e circondare i superstiti. Alle ore 14.30 l'incrocio stradale di Lullange era ormai in mano al kampfgruppe Guttmann; il capitano Rose, dopo aver resistito coraggiosamente e aver perso sette Sherman, tentò di sfuggire a nord verso Houffalize con i cinque carri armati rimasti ma cadde ben presto in una imboscata di panzer; il capitano fu catturato e pochissimi scamparono, mentre Cochenhausen e Guttmann poterono proseguire lungo la strada di Allenborn dove era posizionata la Task Force Harper.

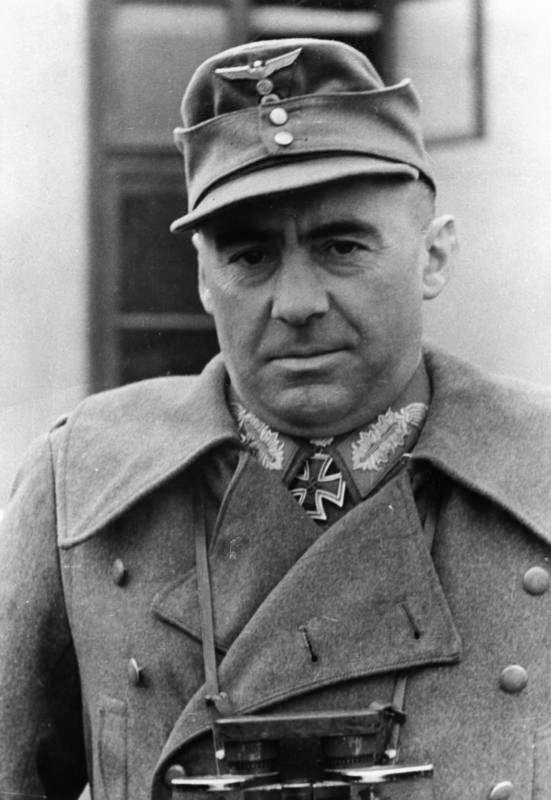
Il tenente generale Fritz Bayerlein, comandante della Panzer-Lehr-Division

Il destino di questo secondo sbarramento americano fu ancor più sfortunato: schierato ad Allenborn su un terreno poco favorevole e con alle spalle una fitta foresta che ne intralciava un eventuale ripiegamento, la forza del tenente colonnello Harper alle 20.00 subì un primo pesante bombardamento di artiglieria, seguito da un rapido attacco notturno dei panzer dei kampfgruppen Cochenhausen (equipaggiato anche con carri Panther) e Guttmann, che penetrò subito il perimetro difensivo. In soli quindici minuti tutti i 24 Sherman americani furono distrutti; a mezzanotte la posizione era ormai stata travolta. Il tenente colonnello Harper con un plotone di cannoni semoventi tentò di fuggire verso nord solo per essere ucciso negli scontri, mentre altri reparti sbandati, insieme ai resti della Task Force Rose fuggirono a sud verso Tintigny e Longville.
La strada diretta a Neffe e quindi a Bastogne era ormai praticamente sguarnita, mentre il colonnello Gilbreth con il quartier generale del Combat Command R abbandonava Allenborn e ripiegava, dopo la mezzanotte del 18 dicembre, con un plotone di carri leggeri verso la città belga. Nella notte, più a nord, anche la Task Force Booth della 9ª Divisione corazzata, venne accerchiata da elementi della 2. Panzer-Division (kampfgruppe von Böhm) e della 116. Panzer-Division (kampfgruppe Stephan); il tentativo di ritirata verso nord, la mattina del 19 dicembre si concluse con un disastro, bersagliata dal fuoco dei panzer a Hardigny, la Task Force perse tutti i suoi carri armati e 600 uomini furono uccisi o catturati, mentre le colonne corazzate tedesche furono libere di proseguire anche a nord di Bastogne, lungo la strada per Noville e Bertogne.

### Difesa di Bastogne
Durante la giornata del 18 dicembre mentre venivano sbaragliati, nonostante la coraggiosa resistenza, gli sbarramenti della 9ª Divisione corazzata americana, a Bastogne era arrivato, proveniente da Arlon, il grosso del Combat Command B della 10ª Divisione corazzata al comando del colonnello William Roberts; di fronte agli sviluppi disastrosi della situazione il generale Middleton ordinò a Roberts di schierare immediatamente le sue forze a est di Bastogne per sostenere il Combat Command R del colonnello Gilbreth in grave difficoltà e bloccare le vie di accesso principali alla città. Con la prospettiva di una imminente irruzione tedesca a Bastogne, Middleton impose a Roberts di spiegare le sue truppe in piccoli raggruppamenti tattici per intercettare il nemico lungo tutte le possibili strade di accesso, nonostante le rimostranze del colonnello, contrario alla dissipazione delle sue forze meccanizzate in piccoli gruppi.

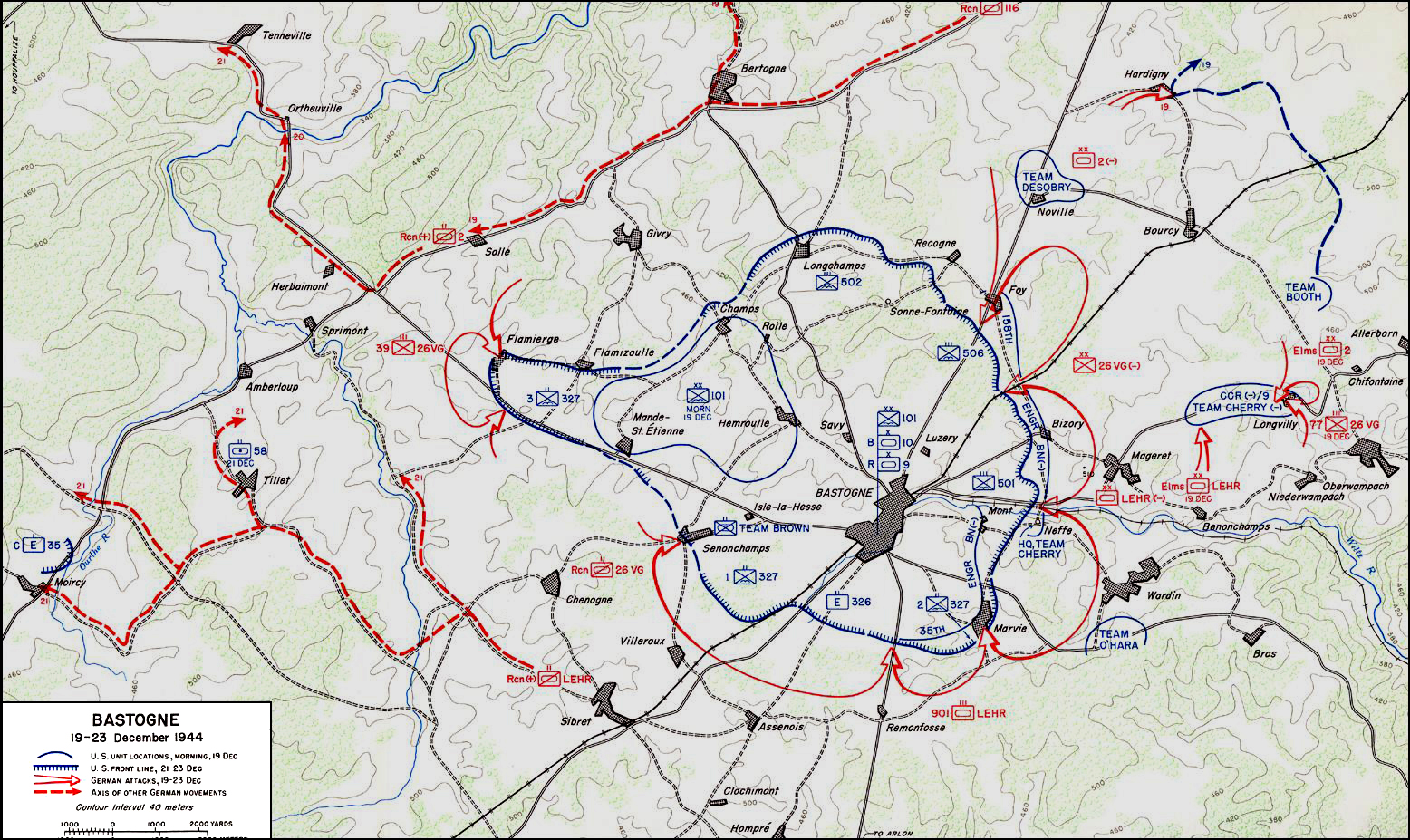
Carta delle operazioni nell'area di Bastogne

Il Combat Command B della 10ª Divisione corazzata si spostò quindi a est di Bastogne e costituì tre raggruppamenti principali per cercare di bloccare la marcia di avvicinamento del nemico. Un primo gruppo, il Team O'Hara (guidato dal tenente colonnello James O'Hara) si posizionò vicino Wardin, appena a est della città; un secondo gruppo, il Team Desobry, al comando del maggiore William R. Desobry, venne schierato a nord per coprire Noville, mentre il grosso delle forze americane, il Team Cherry del tenente colonnello Henry T. Cherry e due contingenti più piccoli, Team Hyduke e Team Ryerson, avanzò verso nord-est e nella notte del 18 dicembre arrivò a Longvilly dove stavano convergendo in rotta i resti della Task Force Harper, disfatta ad Allenborn.

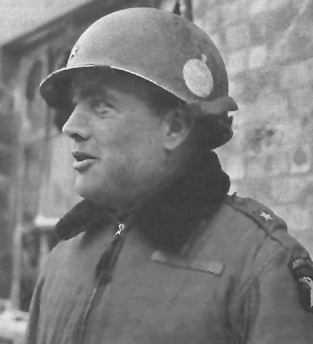
Il generale di brigata Anthony McAuliffe, comandante delle truppe americane accerchiate a Bastogne

Mentre i reparti meccanizzati americani subivano dure sconfitte contro le colonne corazzate tedesche in avvicinamento o si schieravano frettolosamente alla periferia di Bastogne per organizzare nuovi e precari sbarramenti stradali, nella giornata del 18 dicembre si verificarono sviluppi decisivi per il destino della città; alle ore 16.00 arrivò al posto comando del generale Middleton il generale di brigata Anthony McAuliffe, comandante facente funzione della 101ª Divisione aviotrasportata in assenza del comandante titolare, generale Maxwell Taylor, in licenza negli Stati Uniti. Nella confusione regnante a Bastogne, Middleton comunicò all'ignaro MacAuliffe, giunto nella città per informarsi sulla situazione ma con ordini di schierare la sua divisione a Werbomont per contrastare l'avanzata del kampfgruppe Peiper delle Waffen-SS, che il generale Hodges aveva assegnato la 101ª alla difesa di Bastogne, e che la città doveva essere tenuta a tutti i costi.
McAuliffe avrebbe assunto il comando della difesa mentre Middleton, secondo gli ordini ricevuti dal generale Bradley (comandante del 12º Gruppo d'armate), avrebbe evacuato il suo quartier generale entro il 19 dicembre. Gli elementi di testa della 101ª Aviotrasportata, senza adeguati equipaggiamenti e con munizioni insufficienti, raggiunsero Bastogne nella notte del 18 dicembre: si trattava del 501º reggimento paracadutisti del colonnello Julian Ewell che schierò subito le sue truppe lungo la strada per Mageret, a sud di Neffe. La sera del 18 dicembre arrivò al comando di Middleton anche il generale Ridgway in persona (comandante del 18º Corpo d'armata aviotrasportato) per discutere sullo spiegamento delle sue due divisioni aviotrasportate; il giorno dopo entrambi i generali abbandonarono Bastogne, lasciando il comando a McAuliffe; Ridgway si recò a Werbomont per costituire il suo quartier generale mentre Middleton ripiegò a Neufchateau.

### Crollo degli sbarramenti americani

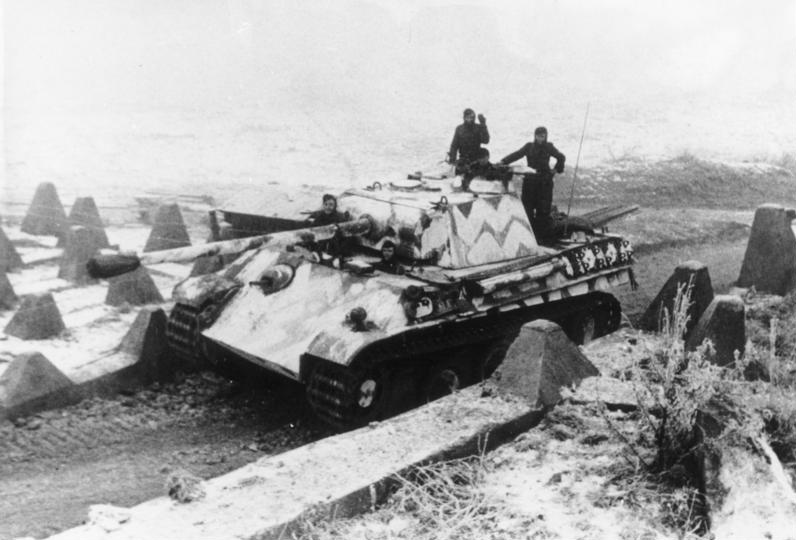
Un carro Panther nell'inverno 1944

L'importante città belga, su cui affluivano sempre nuovi reparti americani, non era minacciata solo da est, dove marciavano i reparti corazzati della 2. Panzer-Division che, dopo aver superato la resistenza delle Task Force Rose e Harper, si stavano avvicinando a Longvilly, dove era in fase di schieramento il Team Cherry, ma anche da sud-est, dove avanzavano altre potenti formazioni panzer tedesche.
Le forze corazzate in avvicinamento a Bastogne nel settore sud appartenevano alla famosa Panzer-Lehr-Division (sempre alle dipendenze del 47º Panzerkorps del generale von Lüttwitz) guidata dal tenente generale Fritz Bayerlein; organizzata nei kampfgruppen Poschinger e Hauser, durante la mattinata del 18 dicembre aveva attraversato senza difficoltà il Clerf e aveva poi proseguito, senza incontrare grande resistenza, fino a Eschweiler (raggiunta alle ore 15.00). Ancora più a sud avanzava il terzo raggruppamento della divisione, il kampfgruppe Fallois che raggiunse ben presto Derenbach dove era stazionata la debole Task Force Hayze (Combat Command R della 9ª Divisione corazzata). Le forze americane vennero sbaragliate dall'attacco combinato dei kampfgruppen Fallois e Poschinger che quindi poterono proseguire facilmente verso Bastogne.
Dopo qualche incertezza, il generale Bayerlein prese, con il grosso delle sue forze, la strada diretta per Mageret dove venne rallentato soprattutto dal fango, e a mezzanotte del 18 dicembre le punte del kampfgruppe Poschinger (una decina di panzer e alcuni reparti di panzergrenadier) raggiunsero e occuparono in parte la cittadina a tre km da Bastogne, ma non proseguirono ulteriormente. Bayerlein, preoccupato dalle notizie raccolte dalle popolazioni locali sulla presenza di potenti forze americane davanti a lui, e dopo aver appreso che una colonna meccanizzata nemica marciava su Longvilly e quindi poteva minacciare le sue retrovie (si trattava in realtà del Team Cherry che stava accorrendo per sbarrare la strada da Allenborn) decise di sospendere l'avanzata notturna in attesa di chiarire la situazione.
Mentre il generale Bayerlein arrestava la sua avanzata diretta su Bastogne, perdendo forse l'occasione di conquistare di sorpresa la città ancora debolmente difesa, nella notte del 18 dicembre, anche il colonnello Lauchert, alla testa della 2. Panzer-Division, prendeva una decisione sorprendente. In linea con le direttive tattiche ricevute, Lauchert, i cui kampfgruppen dove aver schiacciato la Task Force Harper si stavano avvicinando a Longvilly, dove ripiegavano i resti del comando del colonnello Gilbreth e dove si stava schierando il Team Cherry, decise di non attaccare direttamente questo nuovo sbarramento, ma deviò a nord lungo una pista poco praticabile verso Bourcy (che venne raggiunta alla ore 04.00 del 19 dicembre) e Noville, per aggirare Bastogne a nord e proseguire rapidamente verso la Mosa, lasciando il compito di occupare la città ai granatieri della 26ª Volksgrenadier-Division, in arrivo per sostenere le forze corazzate.
Il 19 dicembre il generale Bayerlein, sempre più preoccupato dal crescente rafforzamento delle difese americane a Bastogne, fece un tentativo di occupare Neffe con il kampgruppe Fallois; i tedeschi entrarono nella cittadina entro le ore 8.00 ma non poterono proseguire oltre per l'intervento dei paracadutisti del colonnello Ewell e quindi si posizionarono in difesa in attesa di ronforzi. Nel frattempo la situazione precipitava per gli americani nel settore di Mageret-Longvilly dove era schierato il Team Cherry e i resti del Combat Command R del colonnello Gilbreth; desideroso di guardarsi le spalle e volendo favorire l'avanzata della 26ª Volksgrenadier-Division (generale Heinz Kokott) su Bizory, il generale Bayerlein organizzò una manovra per accerchiare da sud-ovest e da sud il raggruppamento americano. 

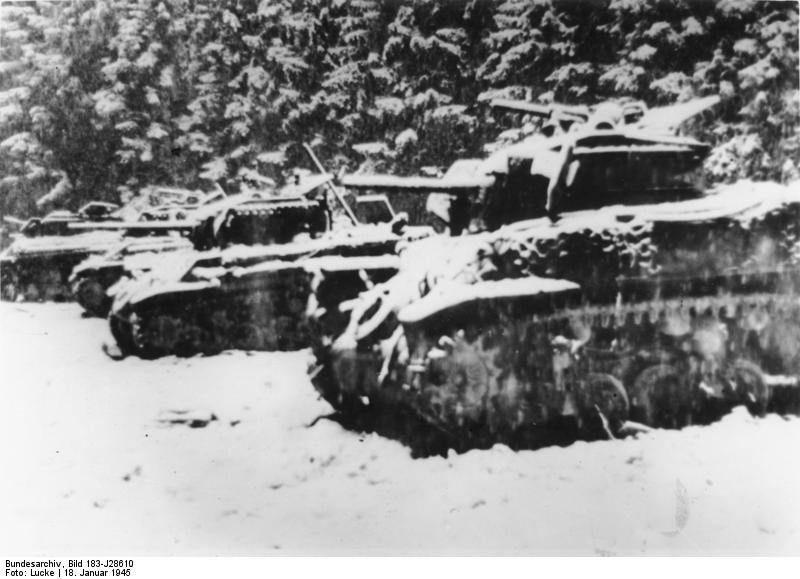
Carri americani distrutti durante le battaglie dei blocchi stradali

Il kampfgruppe Hauser, appena arrivato, fu quindi diretto a nord-est verso Mageret, mentre il battaglione cacciacarri della Panzer-Lehr-Division, al comando del capitano Bethke, si schierò sulle dominanti alture a sud della strada Mageret-Longvilly. Le forze americane a Longvilly nel frattempo avevano dato inizio a un ripiegamento lungo quella strada e nel primo pomeriggio caddero nella trappola. L'enorme colonna meccanizzata americana, costituita dal Team Cherry, dai due gruppi più piccoli, Team Hyduke e Team Ryerson della 10ª Divisione corazzata e dai resti del Combat Command R della 9ª Divisione corazzata, venne bersagliata da sud (kampfgruppe Hauser e cacciacarri del capitano Bethke), da est (elementi della 26ª Volksgrenadier-Division) e anche da nord dove il colonnello Lauchert aveva opportunamente inviato un gruppo di panzer della 2. Panzer-Division per cooperare alla battaglia.
Le forze americane, sottoposte a un devastante fuoco di artiglieria e di carri armati da tre direzioni, cercarono di resistere e colpirono otto panzer tedeschi, ma vennero quasi totalmente distrutte; il Team Hyduke schierato alla retroguardia, colpito dai panzer della 2. Panzer-Division, perse in un'ora tutti i suoi carri, mentre il Team Ryerson, che tentava di sfuggire attraverso Mageret, venne bloccato e decimato dai carri della Panzer-Lehr-Division, solo pochi resti riuscirono a ritirarsi a nord-ovest e a prendere contatto con i paracadutisti del 501º reggimento a Bizory. Con la distruzione del Team Cherry gli americani persero alcune centinaia di soldati e oltre 200 veicoli, tra cui 23 carri armati, 15 cannoni semoventi, 17 semicingolati, 14 autoblindo, 30 jeep e 25 autocarri, tuttavia questa schiacciante vittoria aveva impegnato elementi di tre divisioni tedesche per l'intera giornata del 19 dicembre, ritardando ulteriormente l'attacco a Bastogne e permettendo agli americani di schierare altri reparti della 101ª Divisione aviotrasportata a difesa della città.

## Conclusione e bilancio

### Accerchiamento di Bastogne

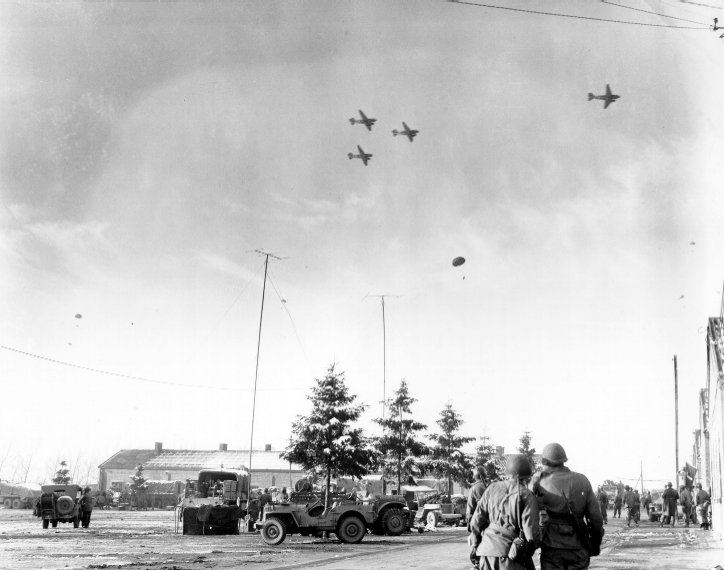
Aerei da trasporto americani lanciano rifornimenti alle truppe assediate a Bastogne

Mentre il Team Cherry veniva distrutto lungo la strada Mageret-Longvilly, anche gli altri due raggruppamenti del Combat Command B della 10ª Divisione corazzata durante la giornata del 19 dicembre erano entrati in combattimento a nord e a sud-est di Bastogne. A Wardin il Team O'Hara venne attaccato dai reparti del kampfgruppe Fallois e dovette sgomberare la cittadina, ma riuscì a ripiegare a Marvie dove, rafforzato da un battaglione di paracadutisti respinse con successo ulteriori attacchi nemici, mettendo fuori uso quattro panzer. Nella serata il kampfgruppe Fallois sospese gli attacchi e il perimetro americano venne rafforzato. Nello stesso momento il generale von Lüttwitz raggiunse Bayerlein e i due discussero sulla situazione; il comandante del 47º Panzerkorps, molto agitato, temeva una disastrosa perdita di tempo attardandosi ancora intorno a Bastogne e insistette per sospendere gli attacchi, sollecitando una rapida ripresa dei movimenti per aggirare la città e marciare sulla Mosa, mentre Bayerlein mise in evidenza la minaccia posta da quell'importante nodo di comunicazione, solidamente presidiato dal nemico, alle spalle delle sue forze.
Nel frattempo il colonnello Lauchert aveva già aggirato a nord la città per dirigere verso ovest e alla 04.30 entrò in contatto con il terzo raggruppamento americano, il Team Desobry schierato a Noville con 19 mezzi corazzati (tra cui quattro efficaci cacciacarri M18 del 705º tank-destroyer battalion) che vennero rinforzati nel pomeriggio da un battaglione del 506º reggimento paracadutisti del tenente colonnello James L. LaPrade. Durante l'intera giornata del 19 dicembre si combatté in questa zona una confusa battaglia nella nebbia, tra i panzer della 2. Panzer-Division (kampfgruppe Cochenhausen) e i carri americani. Intralciati dalle difficoltà del terreno e dalla tenace resistenza statunitense, i tedeschi non riuscirono a sloggiare i difensori anche se il tenente colonnello Desobry chiese il permesso di ripiegare (che fu negato). Al mattino del 20 dicembre i panzer ripresero gli attacchi, mentre un preciso tiro di artiglieria martellava le difese; il tenente colonnello LaPrade fu ucciso e Desobry seriamente ferito, Noville venne aggirata e Foy conquistata. McAuliffe e Roberts decisero infine di far ripiegare i superstiti (300 uomini e quattro carri), che riuscirono a sfuggire perdendo quasi tutti i mezzi corazzati. Senza attardarsi, Lauchert non insistette a nord di Bastogne ma invece, preceduto dal kampfgruppe von Böhm, proseguì verso ovest, diretto a Bertogne e Herbamont.
Mentre la 2. Panzer-Division si allontanava verso ovest, il generale Bayerlein fece il 20 dicembre un ultimo tentativo di conquistare d'assalto Bastogne: a Neffe e a Bizory i paracadutisti della 101ª Aviotrasportata respinsero gli attacchi del kampfgruppe Poschinger e dei reparti della 26ª Volksgrenadier-Division. Dopo questo fallimento, il generale von Lüttwitz, sollecitato anche dal generale Manteuffel a proseguire rapidamente in avanti senza attardarsi a Bastogne, decise infine di dirottare anche la Panzer-Lehr-Division verso ovest; il kampfgruppe Poschinger aggirò quindi il perimetro della città a sud-ovest, muovendo verso Sibret, mentre il kampfgruppe Fallois era già più avanti, a Moircy. Il kampfgruppe Huaser venne invece aggregato alla 26ª Volksgrenadier-Division, a cui sarebbe stato affidato il compito di sconfiggere la guarnigione americana e conquistare la città belga.

### Sviluppi della situazione

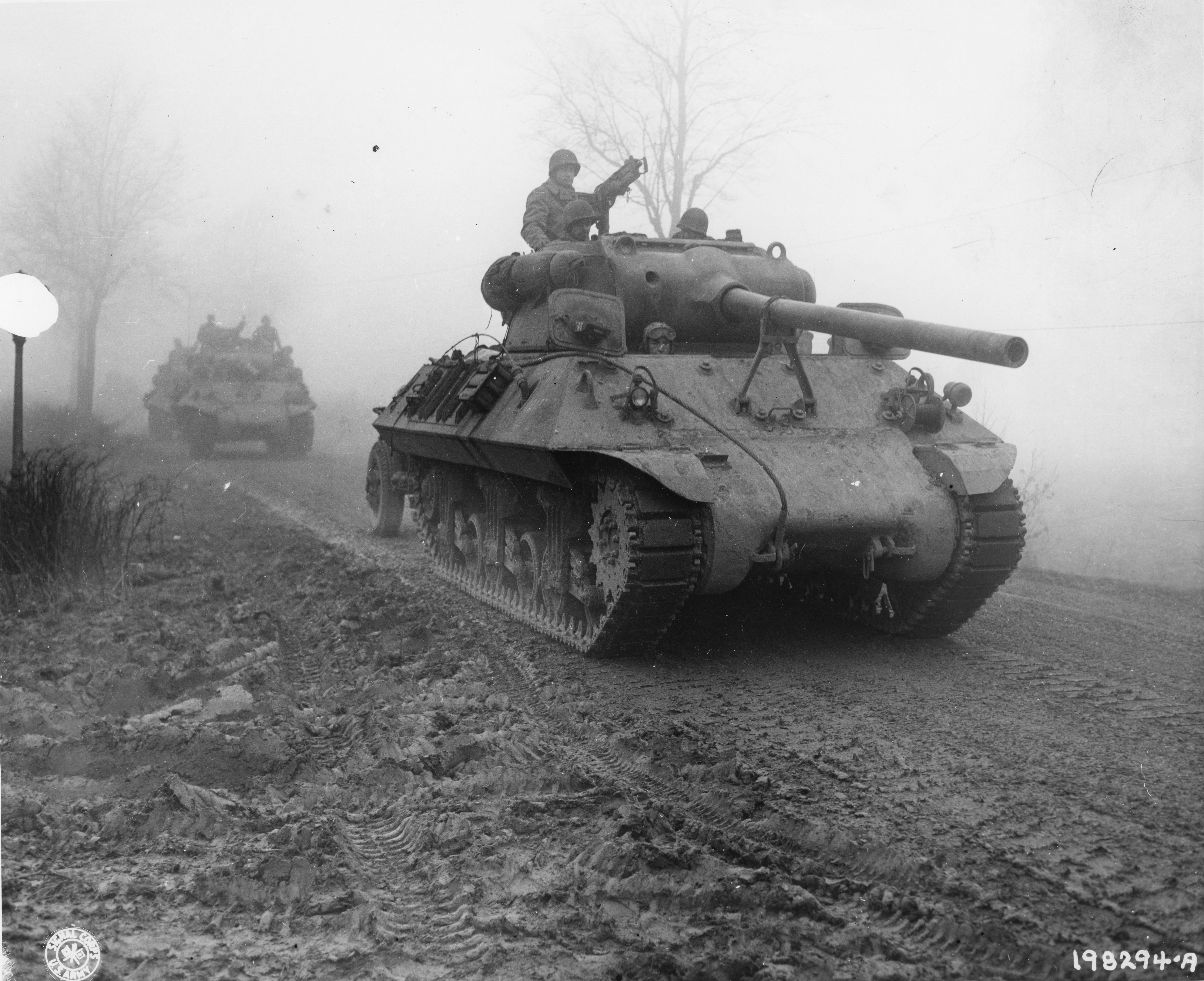
Reparto di tank-destroyers americani durante la battaglia delle Ardenne

Dopo i confusi e accaniti combattimenti del 19 e 20 dicembre i resti del Combat Command B della 10ª Divisione corazzata (una quarantina di carri armati) ripiegarono quindi all'interno del perimetro difensivo organizzato dai paracadutisti del generale McAuliffe. La 101ª Aviotrasportata schierò i suoi quattro reggimenti intorno a Bastogne in difesa circolare imperniata sui villaggi di Foy e Longchamps a nord, di Bizory e Neffe a est, di Senonchamps e Mande-St.Etienne a sud, di Champs a ovest. Nei giorni seguenti, dopo aver rigettato energicamente ogni richiesta di resa, la divisione respinse i ripetuti attacchi dei reparti tedeschi, rifornita per via aerea, in attesa dell'intervento delle forze del generale Patton da sud. Già il 26 dicembre i reparti corazzati della 4ª Divisione corazzata sarebbero riusciti a prendere contatto con i valorosi difensori di Bastogne. Nel frattempo le colonne corazzate tedesche di Bayerlein e Lauchert, che avevano aggirato la città dopo aver sbaragliato i penny packets americani, erano giunte vicino alla Mosa quasi senza incontrare resistenza, ma, a corto di mezzi e di carburante, avrebbero a loro volta subito i contrattacchi alleati finendo per ripiegare entro la fine dell'anno.
I combattimenti tra forze corazzate sulle vie di accesso a Bastogne si conclusero quasi tutti con pesanti sconfitte americane a causa della situazione tattica sul terreno, dell'impiego dei carri americani in piccoli gruppi ampiamente separati e dell'abilità ed esperienza delle colonne dei panzer tedeschi convergenti lungo le strade principali; tuttavia, anche se a costo di gravi perdite (due Combat Command vennero quasi totalmente distrutti), i comandi americani con questi scontri ritardarono l'avanzata tedesca e ne disturbarono in parte i piani e i tempi di marcia, permettendo di rafforzare i centri di comunicazione vitali e ponendo le premesse per la successiva resistenza e per la controffensiva finale alleata.